# SK Energy
SK Energy — компанія в Південній Кореї, що спеціалізується в галузі нафтопереробки, є однією з корпорацій SK Group. Загальна площа комплексу – 100 квадратних кілометрів, на яких зосереджено 40 нафтохімічних виробництв. Має 26 офісів по всьому світу.
Компанія виробляє трансмісійні та моторні олії для бензинових та дизельних двигунів, антифризи, гальмівні рідини, мастильні матеріали, індустріальні олії. Продукція сертифікована для використання в Україні та Росії.

## Історія
SK Energy займається видобуванням та переробкою нафти з 1962.
У 1993 отримала міжнародний сертифікат ISO 9001 на всі свої 65 одиниць виробничих потужностей від трьох основних міжнародних інститутів ( NACCB, RVC та DAR).
У 2007 поділена на дві організації SK Energy та SK Holdings. SK Energy займається безпосередньо нафтопереробкою, а SK Holdings займається нерухомістю та інвестуванням. У виробництві мастильних матеріалів SK Energy використовує власні базові олії та присадки. Відповідальність за виробництво та просування мастильних матеріалів під торговою маркою «ZIC» частково перейшла до створеної у 2009 компанії SK Lubricants.
З 2011 почала займатися переважно нафтовим бізнесом, а виробництво мастильних матеріалів повністю перейшло під контроль SK Lubricants, що налагодила реалізацію продукції у більш ніж 40 країнах світу. Сьогодні обидві компанії входять до SK Innovation – дочірньої корпорації SK Group.
SK Energy випускає широку гаму продукції нафтохімічного та хімічного виробництва, продає її на внутрішньому ринку та експортує до інших країн світу. Компанія також займається дослідженнями та розвитком 26 нафтових та газових блоків у 14 країнах світу.

## Поточний стан
SK Energy бере участь у розробці та видобутку нафти на 12 родовищах, розташованих на Близькому Сході, Південно-Американському шельфі та Азії. Щоденний видобуток сирої нафти становить 1,15 мільйона барелів, причому заводами фірми переробляється по 800 000 барелів на день.
Щорічно виробляє 288 млн. барелів нафтопродуктів (понад 45 млн. тонн, тобто 123 тисячі тонн продукції на день). Щорічне виробництво мастил становить 150 000 тонн.